# Aleksander Petrovič Pjankov
Aleksander Petrovič Pjankov (rusko Александр Петрович Пьянков), sovjetski častnik, vojaški pilot, letalski as in heroj Sovjetske zveze, * 3. november 1915, Dobrjanka, carska Rusija, † 27. julij 1988, Moskva, Sovjetska zveza.
Pjankov je v svoji vojaški službi dosegel 3 samostojne in 8 skupnih zračnih zmag.
Med sovjetsko-japonsko mejno vojno leta 1939 je bil pripadnik 22. lovskega letalskega polka, kjer je opravil 101 borbeni let, uničil štiri sovražna letala in prizadel sovražniku veliko materialno škodo.

## Odlikovanja
- heroj Sovjetske zveze (17. november 1939)